# Monohelea palauensis
Monohelea palauensis är en tvåvingeart som beskrevs av Tokunaga 1959. Monohelea palauensis ingår i släktet Monohelea och familjen svidknott. Inga underarter finns listade i Catalogue of Life.